# Korovin TK
Korovin TK (Пистолет Коровина, Тульский Коровин) là loại súng ngắn bán tự động do Sergey Korovin thiết kế tại Tulsky Oruzheiny Zavod (Тульский оружейный завод) sau khi nhận được yêu cầu về một loại vũ khí nhỏ nhẹ để dùng trong thể thao và tự vệ. Loại súng này đã được dùng như một loại vũ khí tự vệ cho các cán bộ cao cấp của Hồng quân và các quan chức của chính phủ Liên Xô cũng như các sĩ quan đơn vị giữ gìn an ninh của NKVD hay được sử dụng cho nhiều mục đích khác.

## Lịch sử
Sergey Korovin đã thiết kế khẩu súng đầu tiên của mình sử dụng đạn 7.65 mm (.32 ACP) vào năm 1922 cho quân đội khi làm việc tại Tulsky Oruzheiny Zavod. Kết quả kiểm tra cho thấy súng có độ tin cậy cao, an toàn và dễ sử dụng nhưng khẩu súng này quá phức tạp và nặng cho việc chế tạo hàng loạt nên súng chỉ dừng lại ở việc thử nghiệm. Đến khoảng năm 1925 thì ông nhận được một yêu cầu đến từ tổ chức thể dục thể thao Dinamo được chính phủ bảo trợ về một loại súng sử dụng đạn 6.35mm (.25ACP) để dùng cho thể thao và tự vệ.
Năm 1926, rút kinh nghiệm từ thiết kế trước Korovin đã hoàn tất mẫu thiết kế và bắt đầu sản xuất từ cuối năm đó. Với kích thước nhỏ gọn nó thu hút được sự quan tâm của các chỉ huy và sĩ quan khi không phải mang một khẩu súng ngắn cồng kềnh theo mình và dễ cất giấu hơn. Súng không được trang bị cho quân đội mà được dùng như một loại vũ khí tự vệ cho các cán bộ cao cấp của Hồng quân hay các quan chức của chính phủ Liên Xô và các đơn vị giữ gìn an ninh của NKVD cũng như được sử dụng cho nhiều mục đích khác như một phần thưởng, quà… Nó được xem là biểu tượng của cấp bật trong lực lượng quân đội Liên Xô. Và dù không phải là thứ vũ khí được tạo ra để chiến đấu vì sức sát thương khá thấp và độ chính xác không cao nhưng nó cũng đã được dùng trong chiến tranh thế giới thứ hai trong một số trường hợp mà tiêu biểu là việc trung tướng Michael G. Efremov đã dùng súng để chiến đấu phá ra khỏi vòng vây năm 1942.
Có khoảng 300000 khẩu đã được chế tạo từ năm 1926 đến 1935.

## Thiết kế
Korovin TK sử dụng cơ chế nạp đạn blowback, hoạt động đơn, lò xo đẩy khối trược nằm dưới nòng súng với thiết kế đơn giản để dễ chế tạo. Nút khóa an toàn nằm phía bên trái súng, hộp đạn của súng có một hàng đạn chứa được 8 viên. Miếng đệm tay cầm có thể được làm bằng nhiều loại vật liệu khác nhau như nhựa tổng hợp hay gỗ, đính thêm kim cương, mạ vàng nếu là quà hay khắc thêm các rảnh để dễ cầm hơn.
Hệ thống nhắm cơ bản của súng là điểm ruồi. Và mặc dù được thiết kế để bắn đạn 6.35x16mm (.25 ACP) nhưng do thân súng khá chắc nên súng có thể bắn các loại đạn có áp lực và sơ tốc cao hơn gây sát thương lớn hơn với sơ tốc tăng khoảng khoảng 25% so với thiết kế ban đầu mà không làm hỏng súng. Đến những năm 1930 thì thiết kế lắp ráp bằng đinh vít của súng được thay bằng chốt lò xo.